# Zartra (cómic)
Zartra es el nombre de dos mujeres de la Atlántida en Marvel Comics. El primer personaje, creado por Steve Gerber y Howard Chaykin, apareció por primera vez en el Sub-Mariner # 62 en febrero de 1973. En el contexto de las historias, se casó con el rey Kamuu y fue asesinado por un asesino durante el hundimiento de la Atlántida causado por el " Gran Cataclismo". El segundo personaje era un Homo Mermanus, y fue la primera emperatriz del submarino Atlantis.

## Biografía ficticia del personaje
En 6000 antes de Cristo, que estaba a unos 12 mil años después de la Atlántida se hundió bajo el océano, la princesa Zartra miembro del Homo mermanus llegó desde el mar occidental, en las ruinas de la Atlántida. Ella viajó con su padre, el rey Tanas y su madre, la reina Elanna. Ellos llevaron su ejército en la batalla el ejército del Mar del Este, liderado por el rey Stegor. Las naciones en guerra tanto intento de conquistar la ciudad y sus tesoros escondidos.
Tanas murió en duelo por Stegor, pero Elanna sabía el resultado del duelo antes de que incluso comenzará. La reina entonces a sí misma en una manta, y se hizo cargo del ejército y entró en la batalla. El Rey Stegor murió en la batalla por las manos de la reina Elanna. Elenna luego llevó a su pueblo a la conquista de las ruinas de la Atlántida.
La reina envió a su hija la princesa Zartra a las ruinas del antiguo Templo de Bishru, sabiendo que ella se reuniría Kamuu y que sus respectivos personas volverían a reunirse. Elanna acercó ofreciéndole su amistad, que conducen al matrimonio. Kamuu y Zartra gobernaron durante muchos años y cuando murieron fueron sucedidos por su hijo, el príncipe Harran.

## Poderes y habilidades
Posee los atributos convencionales de Homo Mermanus: branquias que extraen el oxígeno del agua, fisiología sobrehumana para soportar las presiones y temperaturas extremas, y la visión aguda. Ella puede nadar aproximadamente 30 millas por hora. Ella puede permanecer fuera del agua durante aproximadamente nueve minutos antes de comenzar a asfixiarse. Sin embargo, ella puede operar en la superficie con el uso de un casco lleno de agua o el uso de un producto químico que permite su dibujar el oxígeno del aire.

## En otros medios

### Televisión
- Zartra aparece en Avengers Assemble, segunda temporada, episodio 5 "Bajo la superficie", con la voz de Abril Stewart. En esta versión, es una exasesora de Attuma y líder de los rebeldes de la Atlántida. Para derrocarlo, usa la Corona Serpiente para controlar a Giganto en enfrentar a Hawkeye y Black Widow, luego de que lleguen los Vengadores. Pero cuando Attuma reclama la corona, forma una alianza con los Vengadores en enfrentar a Attuma y al derrotarlo, recupera la Corona Serpiente y obliga a Giganto en destruir a Attuma, pero al escuchar la razón de Black Widow, lo detiene y lanza la corona al abismo (antes de que la tomara Hawkeye), jurando que ella y los Atlantes vivan en armonía.

- Datos: Q21042663